# ジュラシック・ワールド・ジャーニー
- ユニバーサル・デスティネーションズ&エクスペリエンシズ > ユニバーサル・スタジオ・ジャパン > ユニバーサル・スタジオ・ジャパンのスペシャルイベント > ジュラシック・ワールド・ジャーニー
- ジュラシック・パーク > ジュラシック・ワールド > ジュラシック・ワールド・ジャーニー

『ジュラシック・ワールド・ジャーニー』（英: Jurassic World Journey）は、ユニバーサル・スタジオ・ジャパンの『ジュラシック・パーク』エリアで開催されている、ハリウッド映画『ジュラシック・ワールド』をテーマにしたスペシャルプログラムである。

## コンテンツ

### ジュラシック・ワールド・ラプター・アラート
| ジュラシック・ワールド・ラプター・アラート Jurassic World Raptor Alert | ジュラシック・ワールド・ラプター・アラート Jurassic World Raptor Alert |
| ---------------------------------------------------------------------- | ---------------------------------------------------------------------- |
| 開始日                                                                 | 2025年3月14日                                                          |
| 終了日                                                                 | 2025年8月31日                                                          |
| 開催場所                                                               | ディスカバリー・レストラン前（ジュラシック・パーク）                   |
| 開催時間                                                               | 1日4回                                                                 |
| タイプ                                                                 | スペシャルプログラム ストリート・ショー                                |
| 所要時間                                                               | 約20分                                                                 |

『ジュラシック・ワールド・ラプター・アラート』（英: Jurassic World Raptor Alert）は、『ジュラシック・パーク』エリアで開催されているストリート・ショー。
トリケラトプスやステゴサウルスなどの草食恐竜とふれ合っている最中、研究所から脱走したラプトルが出現し、逃げ場のない状況でバトルが繰り広げられる。

### ジュラシック・ワールド・ディノ・エンカウンター
| ジュラシック・ワールド・ディノ・エンカウンター Jurassic World Dino Encounter | ジュラシック・ワールド・ディノ・エンカウンター Jurassic World Dino Encounter |
| ---------------------------------------------------------------------------- | ---------------------------------------------------------------------------- |
| 開始日                                                                       | 2025年3月14日                                                                |
| 終了日                                                                       | 2025年8月31日                                                                |
| 開催場所                                                                     | ロストワールド・レストラン横（ジュラシック・パーク）                         |
| 開催時間                                                                     | 1日4回                                                                       |
| タイプ                                                                       | スペシャルプログラム ストリート・ショー                                      |
| 所要時間                                                                     | 約20分                                                                       |

『ジュラシック・ワールド・ディノ・エンカウンター』（英: Jurassic World Dino Encounter）は、『ジュラシック・パーク』エリアで開催されているストリート・ショー。
トリケラトプスやステゴサウルスなどの草食恐竜と出会い、その巨大な体に触れたり、草を食べさせたりすることができる。

### ジュラシック・ワールド・ベイビー・ディノ・アドベンチャー
| ジュラシック・ワールド・ベイビー・ディノ・アドベンチャー Jurassic World Baby Dino Adventure | ジュラシック・ワールド・ベイビー・ディノ・アドベンチャー Jurassic World Baby Dino Adventure |
| ------------------------------------------------------------------------------------------- | ------------------------------------------------------------------------------------------- |
| 開始日                                                                                      | 2025年3月14日                                                                               |
| 終了日                                                                                      | 2025年8月31日                                                                               |
| 開催場所                                                                                    | ジュラシック・パーク・ザ・ライド前（ジュラシック・パーク）                                  |
| 開催時間                                                                                    | 1日4回                                                                                      |
| タイプ                                                                                      | スペシャルプログラム ストリート・ショー                                                     |
| 所要時間                                                                                    | 約20分                                                                                      |

『ジュラシック・ワールド・ベイビー・ディノ・アドベンチャー』（英: Jurassic World Baby Dino Adventure）は、『ジュラシック・パーク』エリアで開催されているストリート・ショー。

飼育員のレクチャーを聞きながら、トリケラトプスやアンキロサウルス、ヴェロキラプトルの赤ちゃん恐竜とふれ合い、一緒に記念撮影をすることができる。

### ジュラシック・ワールド・ミッション・ウォーク
| ジュラシック・ワールド・ミッション・ウォーク Jurassic World Mission Walk | ジュラシック・ワールド・ミッション・ウォーク Jurassic World Mission Walk             |
| ------------------------------------------------------------------------ | ------------------------------------------------------------------------------------ |
| 開始日                                                                   | 2025年3月14日                                                                        |
| 終了日                                                                   | 2025年8月31日                                                                        |
| 開催場所                                                                 | ジュラシック・パーク ジュラシック・アウトフィッターズ（ミッション専用冊子 配布場所） |
| 開催時間                                                                 | 1日4回開催                                                                           |
| タイプ                                                                   | スペシャルプログラム 謎解きラリー（無料）                                            |
| 所要時間                                                                 | 約20分                                                                               |
| 定員                                                                     | 配布数に達し次第、配布終了                                                           |

『ジュラシック・ワールド・ミッション・ウォーク』（英: Jurassic World Mission Walk）は、『ジュラシック・パーク』エリアで開催されている、無料の謎解きラリー形式の特別プログラムである。ジャングルに潜む数々のミッションをクリアしながら、家族みんなで大冒険を楽しめる。

物語の舞台はミッションセンター。新たな恐竜調査員が求められる中、ゲストは複数の調査ミッションに挑戦し、その適性を試される。調査員に必要なのは、探索力とひらめき。自ら行動し、情報をつかみ取り、困難を乗り越える力が求められる。すべてのミッションをクリアすると、優秀な恐竜調査員として認められ、オリジナルステッカーがプレゼントされる。

### ジャイロスフィア・フォトスポット
映画にも登場した透明な球体型の乗り物「ジャイロスフィア」が、ディスカバリー・レストラン横に設置されている。ジャイロスフィアに乗ることはできない。

## フード
映画『ジュラシック・パーク』に登場するビジターセンターを再現したレストラン「ディスカバリー・レストラン」が、このスペシャルイベントにあわせて、2025年3月8日よりハンバーガーレストランとしてリニューアルされた。
新メニューには、T-REXの迫力をビーフと黒いバンズで豪快に表現した「T-REX・バーガーセット」や、トリケラトプスの背中をイメージし、子ども向けのハンバーガーとポテトを詰め込んだ「トリケラトプス・キッズバーガーセット」など、恐竜をモチーフにしたボリューム満点のラインナップが登場した。
さらに、2025年3月3日からは、ジャイロスフィアと戯れるベイビーラプトルをデザインした「ラプトル＆ジャイロスフィア・ポップコーンバケツ」や、亜熱帯のジャングルを迷彩柄で表現した「ジュラシック・パーク・チョコレートチュリトス ～レモン～」も販売された。「ジュラシック・パーク・チョコレートチュリトス ～レモン～」は『ワンピース・プレミア・サマー 2025』のオリジナルフード販売に伴い、6月29日をもって販売を終了した。